# Умм Руман
Зайнаб бинт ‘Амир аль-Кинания (араб. زينب بنت عامر الكنانية‎; ум. 628), известна по кунье Умм Руман (араб. أمّ رومان‎) — сподвижница пророка Мухаммада, жена Абу Бакра и мать Аиши.

## Биография
Её полное имя: Умм Руман Зайнаб бинт ‘Амир ибн Уваймир ибн Абд Шамс ибн Аттаб аль-Кинания. Зейнаб была дочерью Амира ибн Уваймира, члена клана Духман рода аль-Хариса племени Кинана. Она вышла замуж за аль-Хариса ибн Сахбараха, который был из племени Азд, и у них был один сын, Туфайл.
Семья переехала из Ас-Сара в Мекку, где Аль-Харис заключил союз с Абу Бакром. который был уже женат на Кутайле бинт Абд аль-Уззе.
Вскоре после этого, Умм Руман овдовела и осталась без поддержки. Абу Бакр женился на ней и у них родилось двое детей: Абдуррахман ибн Абу Бакр и Аиша.
Умм Руман эмигрировала в Медину в 622 году, в сопровождении Айши, а также Асмы и Абдуллаха.
Ибн Са’д утверждает, что Умм Руман умерла в Медине в апреле/мае 628 года. Ибн Хаджар Аль-Аскалани считал, что она умерла в 630 году. Когда её тело опустили в могилу, пророк Мухаммад сказал: «тот, кто хочет знать, как выглядят гурии, то пусть вспомнит как выглядела Умм Руман».